# John Henry Bradley

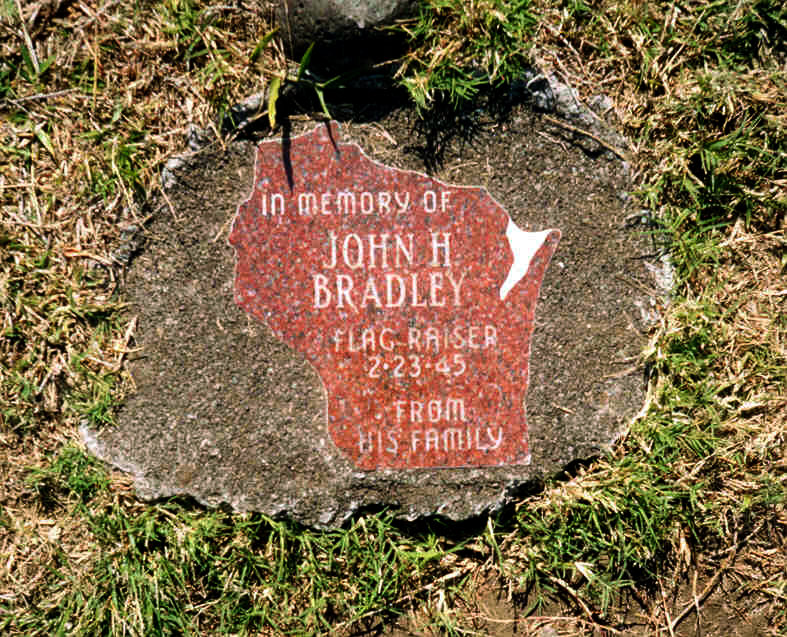
Kamienna tablica ku pamięci Johna Bradleya umieszczona przez jego rodzinę na górze Suribachi

John Henry Bradley (ur. 10 lipca 1923 w Antigo w stanie Wisconsin, zm. 11 stycznia 1994 tamże) – amerykański żołnierz, mat-sanitariusz II klasy United States Navy. Jeden z sześciu żołnierzy uwiecznionych 23 lutego 1945 na zdjęciu, wykonanym przez fotografa Joego Rosenthala podczas tzw. drugiego zatknięcia amerykańskiej flagi na Suribachi (najwyższym szczytem wyspy Iwo Jima), mającego miejsce w trakcie rozpoczętej 19 lutego inwazji wojsk amerykańskich na wyspę.

## Życiorys
Urodził się 10 lipca 1923 w Antigo w stanie Wisconsin. Był jednym z pięciorga dzieci Jamesa i Kathryn Bradleyów. Dorastał w Appleton, gdzie ukończył szkołę średnią. Następnie odbył półtoraroczną praktykę zawodową w domu pogrzebowym McCandless and Zobel w Antigo. Od chłopięcych lat bowiem chciał zostać przedsiębiorcą pogrzebowym.

### Służba w wojsku – Iwo Jima
W wieku dziewiętnastu lat wstąpił do Marynarki Wojennej Stanów Zjednoczonych. W wyborze rodzaju sił zbrojnych doradził mu ojciec, który pragnął uchronić syna przed walkami na lądzie. Po zaliczeniu szkolenia podstawowego w Farragut Naval Training Station w stanie Idaho otrzymał stopień marynarza i w marcu 1943 został skierowany do zlokalizowanej tam Szkoły Korpusu Szpitalnego (Hospital Corps) US Navy. Jako wykwalifikowany sanitariusz otrzymał przydział do służby w szpitalu marynarki w kalifornijskim Oakland. Następnie już w stopniu mata-sanitariusza został przeniesiony do US Fleet Marine Forces z przydziałem do Korpusu Piechoty Morskiej. W jednej z jego baz przeszedł kurs w Polowej Szkole Medycznej, przeznaczony dla sanitariuszy wyznaczonych do służby w szeregach marines. Po jego ukończeniu został skierowany do 2. Batalionu 28. Pułku Piechoty Morskiej (2nd Battalion 28th Marines) jako sanitariusz pola walki. Wraz ze swoją jednostką wziął udział w bitwie o Iwo Jimę, rozpoczętej 19 lutego 1945, a trwającej do 26 marca tegoż roku. Podczas zaciętych i krwawych walk, które przyniosły tysiące ofiar śmiertelnych, zarówno po stronie amerykańskiej, jak i japońskiej, wykazał się niezwykłą odwagą i poświęceniem, niosąc pomoc medyczną żołnierzom na pierwszej linii walki. Za „nadzwyczajne bohaterstwo sanitariusza Korpusu Szpitalnego podczas akcji na Iwo Jimie przeciwko wrogim siłom japońskim” uhonorowano go Krzyżem Marynarki Wojennej.
23 lutego uczestniczył w zatknięciu na górze Suribachi drugiej, większej flagi amerykańskiej i równoczesnym zdjęciu poprzedniej, mniejszej, ustawionej na szczycie kilka godzin wcześniej. Wzniesienie flagi przez Bradleya i jego pięciu kolegów (sierż. Michaela Stranka, kpr. Harlona Blocka, st. szer. Irę Hayesa, st. szer. Franklina Sousleya i st. szer. René Gagnona) sfotografował Joe Rosenthal. Jego zdjęcie trafiło następnie na pierwsze strony amerykańskich gazet i wywołało wielki efekt propagandowy, wzmacniając uczucia patriotyczne w społeczeństwie Stanów Zjednoczonych.
12 marca Bradley został ranny w nogi po ugodzeniu odłamkami japońskiego pocisku moździerzowego. Opatrzony i wyniesiony z rejonu walk przez kolegów-sanitariuszy, trafił do szpitala polowego. Następnie został odesłany do szpitala marynarki w Oakland, lecąc z postojami na wyspie Guam i Hawajach. Po zaleczeniu ran, lecz jeszcze przed operacją usunięcia odłamków z nogi, wziął udział w maju i czerwcu w kampanii rządowej zachęcającej do zakupu państwowych obligacji wojennych. Jako bohater, który wzniósł flagę amerykańską nad Iwo Jimą, wraz z Irą Hayesem i René Gagnonem odbył wizyty w szeregu największych miast amerykańskich, uczestnicząc w uroczystych zgromadzeniach publicznych.
W listopadzie 1945 zakończył służbę w Marynarce Wojennej po otrzymaniu zwolnienia ze względów zdrowotnych.

### Dalsze lata
Po powrocie z wojska, 4 maja 1946 poślubił w katolickim St Mary Church w Appleton swoją szkolną przyjaciółkę – Elizabeth Van Gorp (1924–2013). Miał z nią ośmioro dzieci – dwie córki i sześciu synów.
Wrócił też do pracy w domu pogrzebowym McCandless and Zobel w Antigo, który wykupił w 1955, realizując tym samym swoje życiowe marzenie. W 1992 firmę, nadal istniejącą, przejęli jego dwaj synowie i nadali jej nazwę: „Bradley Funeral House”.
John Bradley obok działalności zawodowej udzielał się w kilku organizacjach miejskich oraz dotował znaczącymi sumami cele lokalne. Rzadko jednak pojawiał się na uroczystościach upamiętniających podniesienie flagi na Iwo Jimie, a po 1960 zaprzestał w nich uczestniczyć. Wpłynęły na to jego dramatyczne przeżycia wojenne, od których nie mógł się uwolnić. Jego żona wyznała w późniejszym czasie, że przez pierwsze cztery lata małżeństwa, dręczony koszmarami, płakał we śnie, a w szufladzie komody trzymał wielki nóż „do obrony”. Często też powracały do niego wspomnienia o „Iggym” Ignatowskim, jego towarzyszu broni i przyjacielu, zabitym (a wcześniej prawdopodobnie torturowanym) przez japońskich żołnierzy. Nigdy nie opowiadał rodzinie o swoich dokonaniach wojennych. O tym, że został odznaczony Krzyżem Marynarki Wojennej bliscy dowiedzieli się dopiero po jego śmieci.
Zmarł 11 stycznia 1994 w szpitalu w Antigo. Przyczyną śmierci był udar mózgu, poprzedzony zawałem serca. Został pochowany na cmentarzu Queen of Peace w swoim rodzinnym mieście.

## Odznaczenia
- Krzyż Marynarki Wojennej
- Medal „Purpurowe Serce”[2]
- Combat Action Ribbon
- US Navy Presidential Unit Citation – dwukrotnie[2]
- American Campaign Medal[2]
- Asiatic-Pacific Campaign Medal – dwukrotnie[2]
- World War II Victory Medal[2]

## Pamięć
- Jego postać pojawiła się w filmach fabularnych: Piaski Iwo Jimy (1949), The Outsider (1961) i Sztandar chwały (2006).
- Jego imię nosi szkoła batalionowa w Obozie im. Gilberta H. Johnsona, przynależnym do Bazy Korpusu Piechoty Morskiej – Lejeune w Jacksonville w Karolinie Północnej.
- W książce Flags of Our Fathers, wydanej przez Bantam Books w 2000, jego syn – James, opisał losy ojca i pozostałych żołnierzy, którzy wznieśli flagę amerykańską nad Iwo Jimą. Na jej podstawie Clint Eastwood zrealizował ww. film Sztandar chwały.